# Korean FA Cup 2024
Der Korean FA Cup 2024 ist die 29. Austragung des Fußball-Pokalwettbewerbs für südkoreanische Vereinsmannschaften. An der Saison nehmen insgesamt 59 Mannschaften teil. Titelverteidiger sind die Pohang Steelers.

## Termine
| Runde         | Datum                                                    |
| ------------- | -------------------------------------------------------- |
| 1. Runde      | 9. März 2024 10. März 2024                               |
| 2. Runde      | 23. März 2024 24. März 2024                              |
| 3. Runde      | 17. April 2024                                           |
| Achtelfinale  | 19. Juni 2024                                            |
| Viertelfinale | 17. Juli 2024                                            |
| Halbfinale    | 21. August 2024 (Hinspiele) 28. August 2024 (Rückspiele) |
| Finale        | 30. November 2024                                        |

## 1. Runde
|                                      | Ergebnis              |                                         |              |
| 9. März 2024                         | 9. März 2024          | 9. März 2024                            | 9. März 2024 |
| ------------------------------------ | --------------------- | --------------------------------------- | ------------ |
| Daejeon Korail FC (5)                | 3:1                   | Dangjin Citizen FC (3)                  |              |
| Jinju Citizen FC (4)                 | 5:1                   | Shinan FC (5)                           |              |
| Changwon City FC (3)                 | 8:0                   | Gyeonggi Yangju Deokkye FC (5)          |              |
| Yangpyeong FC (3)                    | 0:3                   | Pocheon Citizen (3)                     |              |
| Paju Citizen FC (3)                  | 2:1                   | Namyangju Citizen FC (4)                |              |
| Pyeongtaek Citizen FC (4)            | 3:3 n. V. (5:4 i. E.) | Pyeongchang United FC (4)               |              |
| Seoul Seongdong Together (5)         | 1:6                   | Geoje Citizen FC (4)                    |              |
| 10. März 2024                        |                       |                                         |              |
| Siheung Citizen FC (3)               | 3:2                   | Seoul Nowon United FC (4)               |              |
| Jeonbuk Jeonju OFC (5)               | 1:9                   | Gyeongju KHNP (3)                       |              |
| Chuncheon FC (3)                     | 2:0                   | Jeonju FC (4)                           |              |
| Daegu Dalseo Cheongsol FC (5)        | 0:4                   | Yeoju FC (3)                            |              |
| Daejeon Yuseong Seobu FC (5)         | 1:6                   | Busan Transportation Corporation FC (3) |              |
| Gangneung Citizen FC (3)             | 4:0                   | Seoul Jungnang FC (4)                   |              |
| Gyeongnam Yangsan Eogok FC (5)       | 2:1 n. V.             | FC Sejong (4)                           |              |
| Seoul Gwanak Byeoksan Players FC (5) | 4:2 n. V.             | FC Chungju (4)                          |              |

## 2. Runde
|                             | Ergebnis              |                                         |               |
| 23. März 2024               | 23. März 2024         | 23. März 2024                           | 23. März 2024 |
| --------------------------- | --------------------- | --------------------------------------- | ------------- |
| Daejeon Korail FC (3)       | 1:1 n. V. (3:5 i. E.) | Seoul E-Land FC (2)                     |               |
| FC Anyang (2)               | 1:0                   | Siheung Citizen FC (3)                  |               |
| Jinju Citizen FC (4)        | 1:0                   | Chungnam Asan FC (2)                    |               |
| Changwon City FC (3)        | 0:1                   | FC Mokpo (3)                            |               |
| Pocheon Citizen FC (3)      | 0:3                   | Seongnam FC (2)                         |               |
| Paju Citizen FC (3)         | 0:1                   | Gyeongnam FC (2)                        |               |
| Pyeongtaek Citizen FC (4)   | 1:5                   | Gimhae City FC (3)                      |               |
| Gyeongju KHNP (3)           | 0:1                   | Ansan Greeners FC (2)                   |               |
| 24. März 2024               |                       |                                         |               |
| Suwon Samsung Bluewings (2) | 2:1                   | Chuncheon FC (3)                        |               |
| Hwaseong FC (3)             | 2:0                   | Yeoju FC (3)                            |               |
| Cheonan City FC (2)         | 4:0                   | Gyeongnam Yangsan Eogok FC (5)          |               |
| Bucheon FC 1995 (2)         | 2:1                   | Busan Transportation Corporation FC (3) |               |
| Chungbuk Cheongju FC (2)    | 2:0                   | Geoje Citizen FC (4)                    |               |
| Jeonnam Dragons (2)         | 1:0                   | Gangneung Citizen FC (3)                |               |
| Busan IPark (2)             | 0:0 n. V. (4:2 i. E.) | Ulsan Citizen FC (3)                    |               |

## 3. Runde
|                        | Ergebnis              |                             |                |
| 17. April 2024         | 17. April 2024        | 17. April 2024              | 17. April 2024 |
| ---------------------- | --------------------- | --------------------------- | -------------- |
| Gangwon FC (1)         | 3:1 n. V.             | Hwaseong FC (3)             |                |
| Jinju Citizen FC (4)   | 0:2                   | Daejeon Hana Citizen FC (1) |                |
| Jeju United (1)        | 2:2 n. V. (4:3 i. E.) | Cheonan City FC (2)         |                |
| Seongnam FC (2)        | 1:0                   | Suwon FC (1)                |                |
| Daegu FC (1)           | 1:2 n. V.             | Chungbuk Cheongju FC (2)    |                |
| Incheon United (1)     | 1:0                   | Gimhae City FC (3)          |                |
| Gimcheon Sangmu FC (1) | 3:2 n. V.             | Busan IPark (2)             |                |
| FC Anyang (2)          | 0:1 n. V.             | Gimpo FC (2)                |                |
| Gyeongnam FC (2)       | 1:0                   | Jeonnam Dragons (2)         |                |
| FC Mokpo (3)           | 1:2                   | Bucheon FC 1995 (2)         |                |
| Seoul E-Land FC (2)    | 0:1                   | FC Seoul (1)                |                |
| Ansan Greeners FC (2)  | 0:1                   | Suwon Samsung Bluewings (2) |                |

## Achtelfinale
|                          | Ergebnis              |                             |               |
| 19. Juni 2024            | 19. Juni 2024         | 19. Juni 2024               | 19. Juni 2024 |
| ------------------------ | --------------------- | --------------------------- | ------------- |
| Pohang Steelers (1)      | 1:1 n. V. (5:4 i. E.) | Suwon Samsung Bluewings (2) |               |
| Gimpo FC (1)             | 1:0                   | Jeonbuk Hyundai Motors (1)  |               |
| Bucheon FC 1995 (2)      | 2:3                   | Gwangju FC (1)              |               |
| Ulsan HD FC (1)          | 4:4 n. V. (3:0 i. E.) | Gyeongnam FC (2)            |               |
| Seongnam FC (2)          | 1:1 n. V. (5:4 i. E.) | Chungbuk Cheongju FC (2)    |               |
| Incheon United (1)       | 0:0 n. V. (4:3 i. E.) | Gimcheon Sangmu FC (1)      |               |
| FC Seoul (1)             | 0:0 n. V. (5:4 i. E.) | Gangwon FC (1)              |               |
| Daejeon Hana Citizen (1) | 0:0 n. V. (7:8 i. E.) | Jeju United (1)             |               |

## Viertelfinale
|                     | Ergebnis      |                    |               |
| 17. Juli 2024       | 17. Juli 2024 | 17. Juli 2024      | 17. Juli 2024 |
| ------------------- | ------------- | ------------------ | ------------- |
| Pohang Steelers (1) | 5:1           | FC Seoul (1)       |               |
| Gimpo FC (1)        | 0:1           | Jeju United (1)    |               |
| Gwangju FC (1)      | 3:2 n. V.     | Seongnam FC (2)    |               |
| Ulsan HD FC (1)     | 1:0           | Incheon United (1) |               |

## Halbfinale
| Datum               |                 | Gesamt |                     | Hinspiel | Rückspiel |
| ------------------- | --------------- | ------ | ------------------- | -------- | --------- |
| 21./28. August 2024 | Jeju United (1) | 3:4    | Pohang Steelers (1) | 2:2      | 1:2       |
| 21./28. August 2024 | Gwangju FC (1)  | 2:3    | Ulsan HD FC (1)     | 0:1      | 2:2       |

## Finale
| Datum             |                 | Ergebnis  |             |
| ----------------- | --------------- | --------- | ----------- |
| 30. November 2024 | Pohang Steelers | 3:1 n. V. | Ulsan HD FC |

| Paarung         | Pohang Steelers – Ulsan HD FC                                                                 |
| Ergebnis        | 3:1 n. V                                                                                      |
| Datum           | 30. November 2024                                                                             |
| Stadion         | Seoul-World-Cup-Stadion, Seoul                                                                |
| Zuschauer       | 27.184                                                                                        |
| Schiedsrichter  | Kim Yong-woo                                                                                  |
| Tore            | 0:1 Joo Min-kyu (38.) 1:1 Jeong Jae-hee (69.) 2:1 Kim In-sung (112.) 3:1 Kang Hyeon-je (120.) |
| Pohang Steelers | Cheftrainer: Park Tae-ha                                                                      |
| Ulsan HD FC     | Cheftrainer: Kim Pan-gon                                                                      |